# 교황 그레고리오 2세
교황 그레고리오 2세(라틴어: Gregorius PP. II, 이탈리아어: Papa Gregorio II)는 제89대 교황(재위: 715년 5월 19일 - 731년 2월 11일)이다. 동로마 제국의 레오 3세 황제가 성상 파괴 운동을 전개하자 이에 결사적으로 저항하였으며, 그 결과 동로마 제국 일대에 일련의 반란과 교회의 분열 시민 전쟁을 불러왔으며, 궁극적으로 교황이 정치적으로 독립하여 세속 권력을 확립하는 길로 나아가게 만들었다.

## 생애 초기
669년 로마 귀족 가문에서 태어났으며, 부친의 이름은 마르첼로이며 모친의 이름은 호네스타이다. 15세기 기록에 의하면, 그레고리오 2세는 로마의 사벨리 가문의 비직계 조상이라고 전해지지만 당시 서류에 나와있지 않기 때문에 증명할 길이 없다. 그리고 7세기에 재임한 교황 베네딕토 2세가 그의 먼 친척이라고 전해지지만, 역시 두 사람 사이의 혈족 관계를 증명할 길이 없어서 신뢰성이 거의 없다. 교황 세르지오 1세 시절(687년 - 701년)에 로마 교회의 차부제로 서품되어 젊은 시절부터 교황궁에서 근무하였다. 나중에는 부제로 서품되어 바티칸 도서관의 관장에 임명되었다.
교황 콘스탄티노에 의해 교황 비서로 채용된 그는 711년 교황을 따라 콘스탄티노폴리스로 갔다. 동로마 사절단과의 회담에서 그는 로마 교회는 절대로 퀴니섹스트 공의회의 교령들을 받아들일 수 없다고 못박았다. 당시 로마와 콘스탄티노폴리스 간의 회담에서 논쟁이 될 만한 소지의 내용은 그레고리오의 탁월한 외교술에 의해 유스티니아누스 2세 황제로부터 회담 장소에서 어떤 결정이 내려지든지 간에 교황이 원한다면 그 결정을 무시할 수 있다는 동의를 얻어냈다.
715년 4월 9일 교황 콘스탄티노가 선종한 후, 그레고리오가 후임 교황으로 선출되었다. 그의 주교 착좌식은 715년 5월 19일에 거행되었다.

## 재임 1년과 전교 활동 활성화
그레고리오 2세는 즉위하자마자 티부르티나 문에서부터 로마 성벽을 보수하는 공사에 착수하였다. 그러나 716년 제방이 무너져서 테베레 강물이 로마 시내에 범람하여 엄청난 피해가 발생하면서 공사는 불가피하게 연기되었다. 범람한 강물은 8일이 지난 후에야 잦아들었다. 그레고리오 2세는 강물이 캄푸스 마르티우스를 넘어 네로의 평원이라고도 불리는 캄피돌리오 언덕에까지 다다르자 이를 막기 위해 수없이 많이 기도를 바쳤다고 한다.
그레고리오 2세는 콘스탄티노폴리스 총대주교 요한 6세로부터 한 통의 서신을 받았다. 서신에서 요한 총대주교는 자신이 단의설을 지지하는 것을 정당화하였으며, 황제와의 관계에 있어서 교황으로부터 동정심을 얻고자 했다. 이에 그레고리오 2세는 요한 총대주교에게 답신을 보내 그의 주장은 전통적인 가톨릭 신앙과 크게 동떨어져 있다고 지적하였다.
716년 그레고리오 2세는 바이에른 공작 테오도를 만나 그의 영지를 기독교 신앙으로 개종시키는 문제에 대하여 논의하였다. 테오도와 논의한 끝에 그는 바이에른 주민들을 지도하기 위해 자신의 대리인을 보내고, 그곳에 지역 교회를 세워 교계 제도를 설정하기로 결정하였다. 바이에른을 계속 주목한 그레고리오 2세는 726년 코르비니아노에게 수도 생활을 포기하고 바이에른 북부로 가서 프라이징의 주교를 맡을 것을 지시하였다.

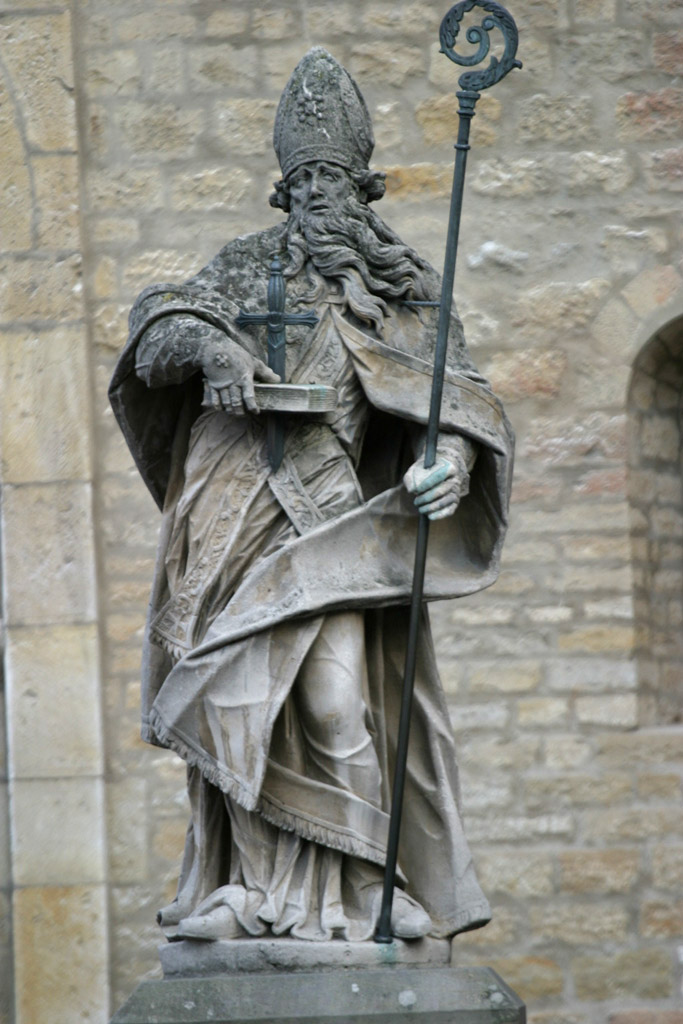
성 보니파시오 주교. 그레고리오 2세는 독일을 복음화하기 위해 그를 선교사로 파견하였다.

그 다음에 그레고리오 2세는 독일로 관심을 돌렸다. 718년 그레고리오 2세를 알현한 앵글로색슨족 선교자 윌프리드는 자진해서 독일에서 전교 활동을 하겠다고 나섰다. 그레고리오 2세는 그에게 보니파시오라는 새 이름을 하사하고, 719년 5월 그에게 설교 권한을 주어 독일에 파견하였다.
722년 그레고리오 2세는 보니파시오의 선교 사업에 대한 보고를 받던 중에 그가 독일 백성들을 상대로 한 가르침과 관련된 이상한 소문을 듣고 그로부터 해명을 듣기 위해 즉각 로마로 소환하였다. 흥미로운 사실은 보니파시오가 그레고리오 2세와의 알현에서 그의 라틴어를 이해하기 어렵다고 하소연했다는 것인데, 이는 곧 고전 라틴어에서 이미 로망스어가 태동되었다는 사실을 보여준 것이다. 그레고리오 2세는 보니파시오로부터 서면으로 정통 신앙 고백을 받고 만족하였으며, 722년 11월 그를 주교로 서품하고 선교를 계속하도록 다시 독일로 보냈다. 독일에서의 선교 사업이 성공을 거두자 그레고리오 2세는 724년 12월 보니파시오에게 축하와 격려의 내용을 담은 서신을 써서 보냈다. 그리고 726년 11월에는 독일에 설정될 교계제도를 어떻게 구성해야 할지 자문을 구하는 보니파시오의 질문이 담긴 서신에 답장을 보냈다.
그레고리오 2세는 또한 그레이트브리튼섬과 아일랜드 교회에서 교황의 권위를 더욱 드높였다. 726년에 그는 웨식스의 왕이자 말년에 로마로의 성지 순례를 위해 스스로 왕위를 포기한 이느를 맞이하였다.

## 지역 교회 활동
그레고리오 2세는 수도원의 설립 및 재건에도 큰 관심을 갖고 있었다. 그는 로마에 있는 자기 가문 소유의 대저택을 수부라의 성 아가타 수녀원에 바치고, 미사 때 사용할 비싸고 귀한 재료로 만든 제구들을 기증하였다. 또한, 산테우타키오 성당을 건설하여 축성하였다. 718년 그레고리오 2세는 584년 롬바르드족에게 공격을 받아 파괴당한 채 남아있던 몬테카시노 수도원을 복원했으며, 볼투르노에 있는 성 빈첸시오 수도원의 아빠스 면직 논쟁을 중재하였다.
721년 그레고리오 2세는 불법 혼인에 대한 각종 문제들을 논의하기 위해 로마 시노드를 소집하였다. 723년 아퀼레이아 총대주교와 그라도 총대교 간의 오랜 분쟁이 다시 촉발되었다. 그레고리오 2세는 롬바르드족의 왕 리우트프란드의 요청을 받아들여 세레노를 아퀼레이아 총대주교로 서임하고 그에게 팔리움을 하사하였다. 그러나 그로부터 얼마 지나지 않아 그레고리오 2세는 그라도 총대주교 도나토에게 서신 한 통을 받게 된다. 그 서신에서 도나토 총대주교는 세레노 총대주교가 그라도 총대주교 관할 지역에까지 간섭하는 등 월권 행위를 저지르고 있다고 고발하였다. 하지만 그레고리오 2세는 일단 세레노에게 팔리움을 하사하고 그를 아퀼레이아의 총대주교로 임명한 자신의 결정에 대해 불만을 품은 도나토 총대주교를 질책하였다. 그리고 725년 도나토 총대주교가 선종하자 폴라의 주교 베드로가 그라도 총대주교 자리에 불법으로 착좌하였다. 그레고리오 2세는 베드로에게 그라도 총대주교는 물론 폴라의 주교로도 인정하지 않겠다고 선언하고, 교회법에 입각하여 새 주교들을 선출할 것을 종용하는 칙서를 그라도 총대교구와 폴라 교구에 보냈다. 이에 따라 해당 교구들은 안토니오를 새 주교로 선출하여 교황의 승인을 받았다.
그레고리오 2세는 또한 교회 내 여러 관습을 제정하였는데, 특히 사순 시기 목요일마다 단식할 것을 지시하였다. 사실 과거 유피테르를 숭배한 이교도들이 목요일에 금식했기 때문에 이전 세기의 교황들은 목요일에 금식하는 풍습을 좋아하지 않았다. 그레고리오 2세는 또한 일요일까지 지냈었던 사순 시기를 목요일까지로 지내기로 규정하였다.

## 랑고바르드족과의 관계
그레고리오 2세는 랑고바르드족, 특히 리우트페란트 왕과 우호적인 관계를 맺으려고 노력하였다. 716년 4월 리우트페란트는 선왕 아리페르트 2세가 로마 교회에 넘긴 코티엔느 산맥을 도로 가져가려고 하자, 그레고리오 2세가 그를 설득하여 단념하게 하였다. 하지만, 같은 랑고바르드족으로서 베네벤토 공국을 통치하던 로무알드 2세는 정복주의자였으며, 나폴리로부터 로마를 떼어놓기 위해 717년 큐메를 정복하여 전쟁이 재개되었다. 그레고리오 2세는 하느님으로부터 징벌이 내릴 것이라는 위협과 더불어 뇌물까지 제공했지만, 로무알드 2세는 마음을 돌리려고 하지 않았다. 결국 그레고리오 2세는 나폴리의 요한네스 1세 공작에게 도움을 요청하면서 그가 큐메를 탈환하는데 필요한 자금을 제공하기로 하였다.
같은 해에 역시 롬바르드족이었던 스폴레토의 파로알드 2세 공작이 라벤나의 항구를 점령하였다. 그레고리오 2세는 리우트페란트를 중개인으로 내세워 파로알드가 라벤나의 항구를 라벤나 총독에게 돌려주라고 강권하였다. 이렇듯 랑고바르드족의 위협은 점점 거세져간 반면에 제국의 영토는 매년 빼앗겨가는 정세가 지속되자, 721년경 그레고리오 2세는 프랑크족인 카를 마르텔에게 랑고바르드족을 축출해줄것을 요청하지만, 그에게서 아무런 응답도 받지 못했다. 이탈리아에서 동로마 제국의 세력이 약화되면서 랑고바르드족의 추가적인 침입이 이어졌고, 725년 나르니의 요새마저 랑고바르드족에게 넘어갔다.
727년경, 라벤나 총독부에 동로마 황제의 성화상 파괴 명령이 하달되면서 큰 혼란이 일어남과 더불어 랑고바르드족이 펜타폴리스를 침략하여 점령한 후, 파괴해버리는 사건이 일어났다. 펜타폴리스는 728년에 재탈환되었지만, 이후로도 동로마 제국과 랑고바르드족 사이에 치열한 공방전이 729년까지 이어졌다. 그레고리오 2세는 리우트페란트와 동로마 총독 에우티키우스 사이에 중재자로 나서서 두 세력 간의 전쟁을 일시적으로 중지시키는 성과를 얻어냈다. 그레고리오 2세와 리우트페란트는 729년 고대 도시 수트리에서 회담을 가졌다. 회담 결과, 리우트페란트는 수트리와 라티움(베트랄라)의 일부 언덕을 교황에게 기증하였는데, 이를 ‘수트리의 기증’이라고 부른다. 이로써 기존의 로마 공국으로 제한되었던 교황의 영토가 처음으로 확장되었으며, 이는 곧 교황령의 시작을 알리는 일대 사건이었다.

## 동로마 제국과의 충돌

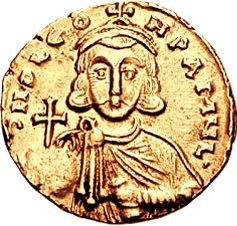
동로마 황제 레온 3세의 초상이 새겨진 금화. 그는 서방에 성화상을 파괴할 것을 강요하였다.

그레고리오 2세와 동로마 제국 사이의 긴장 관계는 722년경부터 시작되었다. 당시 동로마 제국의 황제였던 레온 3세는 동로마 제국-아랍 전쟁을 수행하고 있었기 때문에 막대한 자금이 필요하였다. 그래서 이탈리아에 있는 교황의 영토가 바치는 세금을 인상하고, 비상시를 대비해 교황이 비축한 재산까지 징수하려고 하였다. 그러나 그레고리오 2세는 로마 시민들이 멀리 있는 타지역으로부터 곡물을 수입하는데 의존하는 것을 염려하여 로마에서 자체적으로 곡물을 생산하기 위해 교회 재산을 사용하려고 하였다. 결국 추가적으로 세금을 내는 것을 거부한 그레고리오 2세는 시민들에게 호소하여 로마에서 동로마 제국의 통치를 몰아내자고 주장하였다. 레온 3세는 이러한 교황을 굴복시키기 위해 라벤나 총독에게 군대를 파견하라고 지시했다. 하지만 라벤나 총독은 롬바르드족의 위협 때문에 군대를 파견하지 못했으며, 그 결과 레온 3세는 로마를 자기 뜻대로 하지 못했다.
그러나 725년 콘스탄티노폴리스에서 로마 공국의 지도자로 마리노스를 파견하면서 그레고리오 2세를 살해하려는 음모가 꾸며졌다. 바실리우스 공작과 요르다네스, 차부제 루리온은 반란 음모를 획책하려고 했지만, 마리노스가 로마를 향해 출발했다는 소식을 듣고 잠시 중단하였다. 그들은 마리노스가 도착할 즈음에 때를 맞춰 행동을 개시하려고 했지만, 사전에 발각되어 전원 체포되었다. 이 음모는 철저하게 비밀리에 부쳐졌으며, 음모에 가담한 인물들은 모두 처형되었다.
726년경, 레온 3세는 성화상 제작 및 소유에 반대한다는 성화상 금지령을 포고하였다. 레온 3세는 성화상 금지령을 로마를 비롯한 서방에까지 강행하지는 않았지만, 그레고리오 2세는 즉시 이 칙령을 거부한다는 의사를 밝혔다. 한편 황제가 성화상 금지령을 포고했다는 소식에 라벤나 총독부에서 즉시 반란이 일어났다. 라벤나와 펜타폴리스 공국의 병사들이 규합하여 파울로스 총독과 레온 3세 황제에 반대하며 그들에게 충성스러운 관리들을 쫓아낸 것이다. 파울로스는 황제파의 힘을 규합하여 반란을 진압하려고 했지만, 살해당했다. 반란군은 자체적으로 새 황제를 선출하고 콘스탄티노폴리스로 진군하고자 하였지만, 그레고리오 2세는 레온 3세에게 대항하는 행동을 하지 말 것을 권고하였다. 같은 시기에 스스로 공작이라고 자칭한 엑스힐라라투스와 그의 아들 하드리아누스가 나폴리에서 반란을 일으킨 후에 황제의 편에 서서 그레고리오 2세를 죽이기 위해 로마로 향했지만, 시민군에 의해 타도되어 사망했다.
727년 그레고리오 2세는 시노드를 소집하여 성상 파괴 운동을 비판하였다. 그리스 작가들, 특히 성 테오파네는 그레고리오 2세가 시노드에서 레온 3세 황제를 파문하였다고 기록하였다. 《교황 연대표》 같은 서방의 문헌들 역시 이를 뒷받침하였다. 그레고리오 2세는 레온 3세에게 교리 문제에 대한 황제의 간섭과 황제교황주의를 받아들이지 않겠다는 내용의 서신 두 통을 써서 보냈다. 서신에서 교황은 다음과 같이 말하였다.
오! 황제 폐하, 폐하께서는 우리가 돌과 널빤지 따위를 숭배한다고 주장하십니다만, 실상은 그렇지가 않습니다. 성화상들은 우리에게 우리 주님과 성인들을 기억하게 하고, 그를 통해 힘을 얻게 도와주는 역할을 합니다. 성화상들에는 항상 그것이 묘사하는 인물이 누구인지를 알려주는 이름이 새겨져 있으며, 느슨해진 우리의 정신을 다시 강하게 만들어 줍니다. 우리는 성화상이 상징하는 하느님을 흠숭하는 것이지, 성화상 그 자체를 하느님으로 흠숭하는 것이 아닙니다. 왜냐하면 그것은 하느님께서 금하시는 것이기 때문입니다. … 어린이들도 폐하의 주장을 비웃을 것입니다. 폐하께서는 직접 어린 학생들이 다니는 학교에 가서 “나는 성화상을 우상으로 여기기 때문에 반대한다.”고 말해보십시오. 아마도 학생들은 곧장 자신들의 서책을 폐하께 집어던질 것입니다. 그렇게 되면 폐하께서는 현명하다고 자부하는 이들로부터 배울 수 없었던 것을 어리석은 이들로부터 배우게 될 것입니다. … 사도들의 으뜸이신 베드로 성인으로부터 받은 권위에 따라 나에게는 폐하를 징계할 권리가 있습니다. 그러나 폐하께서 자신의 구원을 바라신다면, 아버지이자 교사로서 폐하께 조언해 드릴 사람으로서 나의 형제이며 훌륭하고 탁월한 사제인 게르마노스를 선택하여 구원을 받으시기를 바랍니다. … 교회의 교리는 황제가 다루어야 할 문제가 아니라, 주교들에게 맡겨진 일이라는 점을 명심하십시오.
728년 레온 3세는 이탈리아에 새 총독인 에우티키오스를 파견하였다. 에우티키오스는 로마에 밀사를 보내 그레고리오 2세와 로마 귀족들의 수장을 모두 암살할 것을 지시하였으나, 사전에 음모가 발각되어 실패로 끝났다. 암살 음모가 실패하자 에우티키오스는 랑고바르드족 왕과 공작들에게 교황에게 반대할 것을 부추겼으나, 끝내 그들의 마음을 돌리지 못하여 역시 좌절되었다. 같은 시기에 그레고리오 2세는 콘스탄티노폴리스 총대주교 게르마노스 1세에게 서신을 보내 정통 신앙을 고수하는 그를 지지한다는 의사를 밝혔다. 그러나 레온 3세의 압력으로 게르마노스 1세가 총대주교직에서 물러나고 새로운 총대주교로 아나스타시오스가 착좌하게 되었다. 그레고리오 2세는 아나스타시오스를 콘스탄티노폴리스의 새 총대주교로 인정하지 않았을 뿐만 아니라 황제에게 찬동하는 성화상 파괴자들도 인정하지 않았다.
729년 에우티키오스는 랑고바르드 왕 리우트페란트와 동맹을 맺는데 성공하여, 자국 신민들을 통치하는데 서로 도움을 주고받기로 하였다. 두 사람은 먼저 힘을 합쳐 스폴레토 공작과 베네벤토 공작을 리우트페란트에게 복종하도록 만들었다. 그리고나서 그레고리오 2세를 굴복시키기 위해 로마로 향했다. 하지만 그레고리오 2세가 이 소식을 듣고 에우티키오스와 리우트페란트가 로마에 당도하기 전에 리우트페란트와의 관계를 단절하겠다고 엄포를 놓자, 리우트페란트는 서둘러 에우티키오스를 버리고 파비아로 돌아가 버렸다. 이후 에우티키오스는 그레고리오 2세와 불편한 휴전 상태에 들어갔으며, 그레고리오 2세는 랑고바르드족과 동로마 제국 사이에 일시적인 휴전 관계를 구축하였다. 그럼에도, 그레고리오 2세는 여전히 동로마 제국의 충실하고 강력한 수호자로 남아 있었는데, 730년 티베리우스 페타시우스가 토스카나에서 반란을 일으켰으나, 그레고리오 2세의 지원을 받은 에우티키오스 총독에 의해 격퇴당했기 때문이다.
그레고리오 2세는 731년 2월 11일에 선종하였으며, 시신은 성 베드로 대성전에 안장되었다. 사후 시성되었으며, 전례력으로 축일은 2월 13일이다.

## 툴루즈 전투에서의 기적
721년 툴루즈 전투에서 무슬림 군대를 상대로 승리를 거둔 것과 관련해서 한 가지 이야기가 전해내려오고 있다. 《교황 연대표》에 기록된 바에 의하면, 그레고리오 2세 교황이 당시 기독교군을 이끈 아키텐 공작 에우도에게 축복을 내리며 빵을 담은 세 광주리를 보냈다. 에우도 공작은 이 광주리를 소중하게 보관하다가 무슬림들과의 전투에 돌입하기에 앞서 병사들에게 광주리에 담긴 빵 일부를 나누어 주었다. 신기하게도 그 빵을 먹은 병사들은 전투가 끝날 때까지 죽거나 다치지 않았다고 전해진다.